# Staryj Wowtschynez
Staryj Wowtschynez (ukrainisch Старий Вовчинець; russisch Старый Волчинец Stary Woltschinez, rumänisch Volcineţ,  deutsch (bis 1918) Wolczynetz) ist ein Dorf im Süden der ukrainischen Oblast Tscherniwzi mit etwa 2000 Einwohnern (2001).

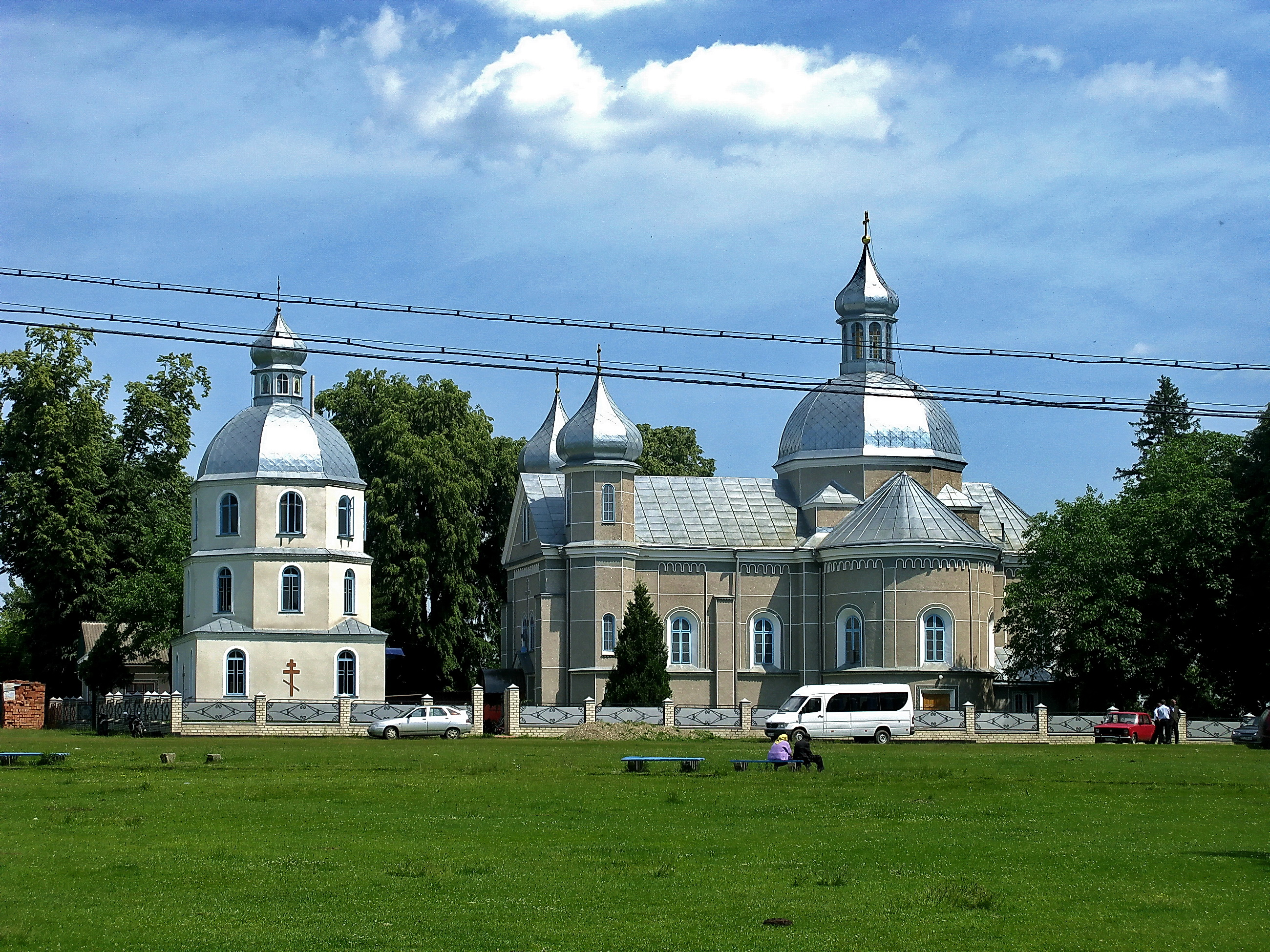
Orthodoxe Kirche in Staryj Wowtschynez

Das Dorf liegt in der nördlichen Bukowina auf der rechten Uferseite des Sereth nahe der ukrainisch-rumänischen Grenze.
Die Oblasthauptstadt Czernowitz liegt 45 km nördlich und das ehemalige Rajonzentrum Hlyboka 14 km nördlich von Staryj Wowtschynez.
Am 12. Juni 2020 wurde das Dorf ein Teil neu gegründeten Landgemeinde Kamjanka im Rajon Hlyboka, bis dahin bildete es zusammen mit dem südwestlich gelegenen Dorf Bila Krynyzja die Landratsgemeinde Staryj Wowtschynez (Старововчинецька сільська рада/Starowowtschynezka silska rada) im Süden des Rajons.
Seit dem 17. Juli 2020 ist der Ort ein Teil des Rajons Tscherniwzi.